# Kaempferia parviflora
Kaempferia parviflora är en enhjärtbladig växtart som beskrevs av Nathaniel Wallich och John Gilbert Baker. Kaempferia parviflora ingår i släktet Kaempferia och familjen Zingiberaceae. Inga underarter finns listade i Catalogue of Life.